# Genicularia elegans
Genicularia elegans là một loài Song tinh tảo trong họ Mesotaeniaceae, thuộc chi Genicularia.